# Amphiura deficiens
Amphiura deficiens är en ormstjärneart som beskrevs av Paul E. Hertz 1926. Amphiura deficiens ingår i släktet Amphiura och familjen trådormstjärnor. Inga underarter finns listade i Catalogue of Life.